# 中国民主团结联盟
中国民主团结联盟，简称中国民联或民联，成立于1983年12月，是海外中国民主运动中最早成立的组织，是1970年代末北京之春的产物。

## 历史沿革
公费留学加拿大的中国留学生王炳章于1992年取得麦吉尔大学医学博士学位后弃医从政，于次年成立中国民主团结联盟，担任首任主席，并创办《中国之春》杂志。
1988年至1991年，胡平当选第二任中国民主团结联盟主席，并长期主编《北京之春》杂志。1991年6月，于大海取代胡平担任中国民主团结联盟主席。1993年，该组织曾与1989年六四事件后成立的民主中国阵线（民阵）在华盛顿商讨合并成为一个新组织，即中国民主联合阵线（民联阵）。但这次会议没有成功，反而出现三个民运组织并行的局面。
1998年之后，魏京生曾在加拿大多伦多主持中国民主运动海外联席会议。王炳章2002年在越南遭中共绑架，至今没有获释。2008年，中国民主团结联盟、民主中国阵线和中国民主联合阵线（民联阵）三个组织在美国洛杉矶开会，协商重新合并事宜。
2022年白纸运动期间，民联发布声明支援抗议学生，并号召中共党内反习势力和全国军警调转枪头反对习近平。